# Édson Passos (Mesquita)
Édson Passos é um bairro  do município de Mesquita, no Estado do Rio de Janeiro. Faz limites com os bairros de Cosmorama, Vila Emil, Centro, Chatuba e Santa Teresinha, e com o Santos Dumont, já no município de Nilópolis. Nesse bairro também fica localizada a Estação Édson Passos, do ramal de Japeri, operado pela SuperVia.
O Estádio Giulite Coutinho, pertencente ao América, na verdade, não está localizado nesse bairro, e sim no bairro Cosmorama.

## História
A origem do nome do Bairro homenageia Edison Junqueira Passos, um expoente da arquitetura brasileira. A homenagem veio logo após a sua morte, ano em que a Estação de trem, anteriormente uma parada que desembarcava os bois até o matadouro mais próximo, é inaugurada e oficializada.